# William Ward, 2:e earl av Dudley

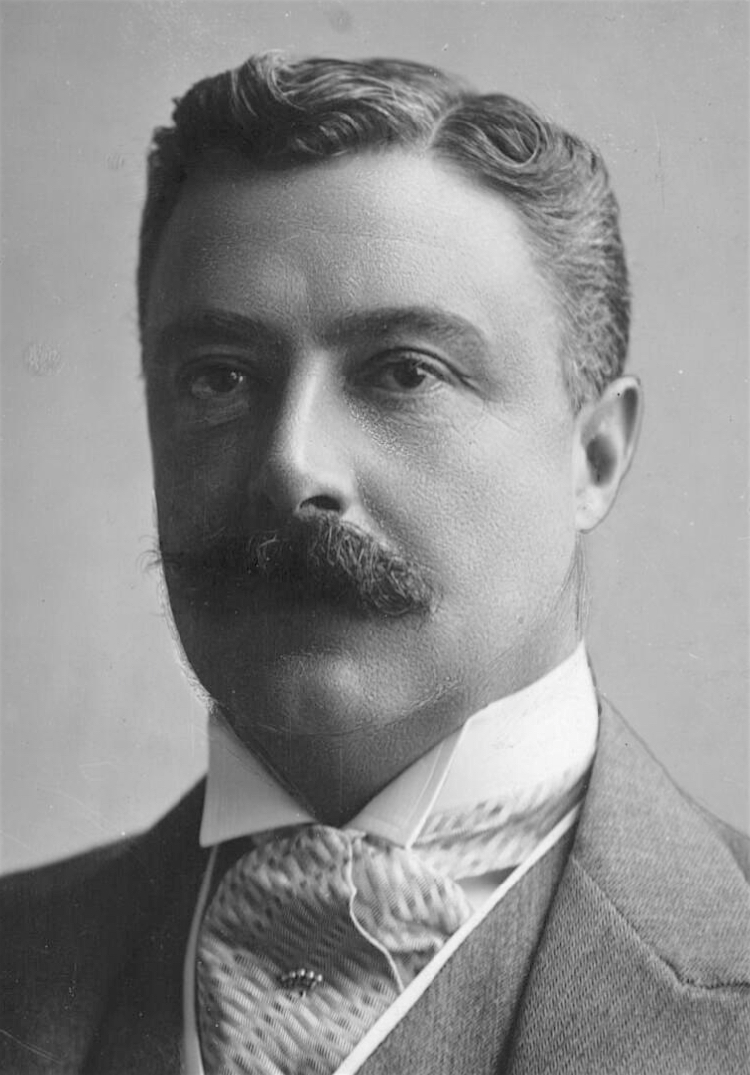
William Ward, 2:e earl av Dudley.

William Humble Ward, 2:e earl av Dudley, född den 25 maj 1867, död den 29 juni 1932, var en engelsk politiker, son till William Ward, 1:e earl av Dudley, far till William Ward, 3:e earl av Dudley.
Dudley var 1895–1902 parlamentssekreterare i handelsministeriet i Salisburys tredje ministär och deltog 1899–1900 som yeomanryofficer i boerkriget. Hans takt och stora förmögenhet gjorde honom anlitad på framskjutna representativa poster. 
Sålunda var han 1902–1906 lordlöjtnant på Irland och 1908–1911 Australiens generalguvernör. Han deltog 1915–1916 i första världskriget som överste för ett yeomanryregemente i Egypten och på Gallipolihalvön.